# چارلز گمورا
چارلز گمورا (انگلیسی: Charles Gemora؛ ‏ ۱۵ ژوئن ۱۹۰۳ – ۱۹ اوت ۱۹۶۱) بازیگر و چهره‌پرداز فیلیپینی‌الاصل اهل ایالات متحده آمریکا بود که به دلیل حضور پربارش در بسیاری از فیلم‌های هالیوودی در حالی که لباس مبدل گوریلی پوشیده بود تحت عنوان «پادشاه مردان گوریلی» شهرت داشت. وی بین سال‌های ۱۹۲۸ تا ۱۹۵۸ میلادی فعالیت می‌کرد.
از فیلم‌ها یا برنامه‌های تلویزیونی که وی در آن نقش داشته‌است می‌توان به قتل‌های خیابان مورگ، خانم سوئیسی، آفریقا فریاد می‌زند، جنگ دنیاها و شامپانزه اشاره کرد.